# Ellus
Ellus é uma marca de jeans brasileira, que nasceu nos fundos de uma farmácia na rua Joaquim Floriano, no Itaim, em São Paulo, em 1972. Conta com filiais no Japão, Emirados Árabes, Suíça, Chile e Angola.
Atualmente a marca faz parte do live-up do São Paulo Fashion Week, onde várias modelos já desfilaram representando a marca como Caroline Trentini, Luciana Curtis e Mariana Weickert. É também uma subsidiária do grupo InBrands desde 2008, holding criada para administrar as empresas adquiridas pela Ellus ao longo dos anos.